# PC통신
PC통신(PC通信, 영어: PC communication, 문화어: 피씨통신)은 개인용 컴퓨터(PC)를 다른 컴퓨터와 통신 회선으로 연결하여 정보를 주고 받는 것을 말한다. 전화망을 사용하여 문자, 숫자, 영상, 음성 데이터 등을 전송한다. 개인용 컴퓨터끼리 서로 연결한 통신 형태도 포함되지만, 보통은 정보 서비스 제공을 위한 호스트 컴퓨터와 통신 장비를 설치하고 여기에 가입한 사람들이 개인용 컴퓨터로 접속하여 이용하는 형태의 전화 회선을 통한 통신 네트워크 서비스를 가리킨다. 이때 통신 회선은 주로 전화 모뎀을 통한 전화 회선(PSTN)이 사용되지만 ISDN 등의 다른 회선이 사용되는 경우도 있다.
개인용 컴퓨터가 보편화되면서 1990년대에 게시판과 대화방, 그리고 자료실을 제공하는 PC통신 서비스 회사가 설립되었다. 1990년대 후반부터 초고속인터넷 서비스가 보편화되며 PC통신은 포털사이트와 VT 서비스를 결합한 형태로 서비스를 이어갔으나, 이마저도 2000년대 중반부터는 크게 쇠퇴하여 더 이상 사용하지 않게 되었다.

## 대한민국의 PC통신

### 대형 PC통신 서비스
대한민국의 PC통신은 천리안과 하이텔 서비스로 시작되었다.
먼저 천리안은 1984년 5월에 (주)한국데이터통신의 전자사서함 서비스로 출발하여, 1985년 10월 생활정보DB, 1986년 9월 화상정보서비스 '천리안', 1987년 4월 한글전자사서함 '한-메일(H-mail)', 1988년 5월 문자정보서비스 '천리안 II'로 이어져, 1990년 1월에는 'PC-Serve'가 개통되고 1992년 12월 '천리안 II'와 'PC-Serve'가 통합하여 천리안이 되었다.
한편 하이텔은 1986년 11월 1일 한국경제신문사에서 '한국경제 프레스텔(Korea Economic Prestel)'을 개통하여 1987년 4월 15일 '한경 KETEL'로 변경, 1987년 5월 1일에는 한경KETEL 영문 정보 서비스를 제공하였고, 1989년 11월 '케텔(KETEL)' 서비스를 시작한 뒤 1991년 12월 한국통신과 합작으로 한국PC통신(주)를 설립하면서 1992년 3월 서비스를 코텔(KORTEL)로 변경하고 같은 해 7월에 명칭을 하이텔(HiTEL)로 변경하였다.
케텔 당시 한국경제신문사에서는 컴퓨터 통신을 홍보하고 회원들을 확보하기 위해 가입자들 중 추첨을 통해서 1200 BPS모뎀을 나누어 주었다. 당시 모뎀은 상당히 비싸서 10~20만원의 고가 장비였으며, 구입하여 집에 직접 와서 설치도 해주었다. 1994년 나우누리, 1996년 유니텔이 영업을 시작하면서 PC통신 서비스는 다양해졌으며, 접속프로그램인 터미널 에뮬레이터도 큰사람 정보통신의 이야기 위주에서 새롬 데이타맨, 특정 PC통신회사의 전용 에뮬레이터 등 다양하게 개발되었다. 또한, PC통신은 MUD의 발상지이기도 했다. 즉, PC통신을 통하여 현재의 온라인 게임 및 커뮤니티가 발전하게 된 것이다.
1999년 정부의 국민PC 사업과 함께 전국에 초고속인터넷 망이 설치되면서 PC통신은 초고속 인터넷에 밀리게 되었다. 이에 따라 2000년대 초반, PC통신 업체들 대부분이 포털로 진출하여 VT서비스와 포털을 함께 운영하였으며 이러한 전략은 어느 정도 성공하여 초고속인터넷의 빠른 보급 속에서도 인터넷 시장에서 명맥을 유지했다. 2003년 1월 25일, KT 혜화지사의 인터넷 서버가 디도스 공격을 받아 전국 인터넷망이 일시적으로 마비된 1.25 인터넷 대란이 일어났을 당시 인터넷망을 쓸 수 없었던 사용자들은 PC통신 VT서비스로 일괄 몰려갔다. 이 사건은 99년 인터넷망 설치 이후 쇠퇴하기 시작한 PC통신의 VT서비스가 대중적인 영향력을 발휘한 마지막 사건으로 여겨지고 있다.
같은 해인 2003년 8월, 하이텔이 PC통신 VT서비스와 완전 단절된 포털 서비스 운영에만 집중하겠다는 선언을 했다. 이에 경쟁업체였던 나우누리와 천리안 역시 VT서비스 운영을 포기하고 완전한 포털기반을 전환하였다. 2세대 PC통신을 불리는 채널아이는 서비스 종료, 넷츠고는 2002년 말 라이코스 코리아와 함께 네이트닷컴으로 합병되었다. 2000년대 중반부터 인터넷 문화의 유행이 블로그형 서비스로 급격히 넘어가면서, 인터넷 시장의 판도는 변할 준비를 하고 있었다. 결국 2004년 싸이월드의 미니홈피 서비스와 네이버 블로그 서비스가 급부상하며 1세대 포털사이트는 모두 몰락하게 되었으며 PC통신 서비스 역시 완전 퇴장하게 되었다. 하이텔은 2004년 8월, 자사의 인터넷 포털 서비스 한미르와 합병하여 파란으로 재오픈하며 명맥을 이어갔으나 천리안과 나우누리는 잉용자가 급격히 빠지며 경영의 어려움을 겪게 되었다.
VT 서비스는 2007년 2월 28일 하이텔을 시작으로 같은 해 12월 27일 천리안, 2013년 1월 31일에는 나우누리가 서비스를 폐지하면서 완전히 중단되었다.

VT모드 텍스트 기반 서비스는 다음과 같다.
- 하이텔(HiTEL) - 한국PC통신(현, KTH)에서 운영하던 통신망이며, 전용에뮬레이터로도 접속이 가능하였다. 2004년 7월 17일 한미르와 통합하여 파란닷컴으로 전환되었으며, 2007년 2월 28일 VT모드 서비스 완전 종료.
- 천리안 - 데이콤에서 운영하던 통신망. 현재 데이콤멀티미디어인터넷으로 분사. 2007년 12월 27일 VT모드 서비스 중단. 2008년 4월 기준으로 전화접속도 가능하나(접속번호 01421, 1544-1421) 실제 서비스는 제공되지 않고, 서비스 중단 안내 화면이 출력됨.
- 나우누리 - 나우콤에서 운영하던 통신망. 현재 나우SNT로 분사. 2013년 1월 31일 서비스 폐지.
  - 아이즈(Eyes) - 부일이동통신(주). 부산·경남지역. 나우누리와 연계 서비스.
  - 포커스(FOCUS) - (주)케이콤. 광주·전남지역. 나우누리와 연계 서비스.
  - 센티스(Centis) - (주)신원텔레콤. 대전·충청지역. 나우누리와 연계 서비스.
- 포스서브(POS-Serve) - 포스데이타에서 만든 통신망. 후에 에이텔(주)로 분사.
- 유니텔(UniTel) - 삼성SDS에서 만든 통신망. 이후 유니텔네트웍스로 분사. 2022년 6월 30일 서비스 폐지.
- 키텔(KITEL) - 강원정보통신에서 운영하던 통신망. 1994년 개통. 본래는 강원지역 정보화 사업의 일환으로 지역 통신망으로 출범했으나, 전국 통신망으로 성장하였다. 무료. 후에 (주)키텔로 사명 변경. 2001년 4월 30일 서비스 폐지.

그 밖에 민간주도의 지역 기반 PC통신망은 다음과 같다.
- 인디텔(INDITEL) - (재)인천정보통신센터. 인천 지역 정보망. (1993년 7월 19일 개통)
- 코코텔(KOKOTEL) - 일산정보통신센터. 경기도, 일산·고양 지역 정보망.
- KCnet - 광주전남네트. 전남 지역 정보망.
- TKNET - (주)대구종합정보센터. 대구 지역 정보망.
- KCTEL - 거창종합정보
- 전북 PC통신

- 에듀넷(EDUnet) - 한국교육개발원에서 운영하던 통신망. 초중등 교육 관련 정보 제공 및 초중등학교 정보화 지원 목적. 무료. 현재 웹사이트로 전환. 1999년부터 한국교육학술정보원에서 운영 중임
- K.I.S. - 한국전력에서 운영하던 통신망. 원래 목적은 전기사업 관련 정보 제공이나 일반적인 PC통신 서비스도 제공하였다. 무료. 서비스 폐지.
- 코티스(KOTIS) - 한국무역협회에서 운영하던 통신망. 무역정보 제공을 목적으로 하였으며 기본 PC통신 서비스는 무료이나, DB정보는 유료회원에게만 제공되었다. 현재 웹사이트 KITA net으로 전환.

1990년대 중반부터 인터넷이 보급되면서, 전용 프로그램을 바탕으로 제공되는 인터넷 기반 통신망도 생겨났다.
- 채널아이 - LG인터넷에서 운영하던 통신망. 데이콤멀티미디어인터넷으로 이관 후 2001년 3월 31일 천리안에 흡수됨.
- 넷츠고 - SK텔레콤에서 운영하던 통신망. 2002년 3월 31일 폐지되며 네이트로 흡수됨.
- 아미넷 - 현대전자에서 개통하여 현대정보기술로 이관되며 신비로로 변경. 온세통신이 인수.

이와 같은 대형 서비스 이외에도 특정 분야 또는 지역에 특화된 통신망도 존재하였고, 소규모 기업 및 단체, 심지어 개인이 운영하는 사설 BBS도 상당수 존재하였다.

### 사설 BBS
사설 BBS는 개인 또는 단체가 운영하는 주로 비영리 목적의 소규모 PC통신 서비스였다. 자발적으로 발생한 이러한 사설 BBS들은 상용 PC통신 서비스가 대중화되기 전까지 PC통신의 개척자 역할을 하였다.
대한민국 사설 BBS는 1988년 3월 이주희가 개설한 'The FIRST'과 1988년 5월 바이트전자가 개설하고 최승철이 운영한 '바이트 네트(Byte-Net)'가 효시로 알려져 있다. 곧이어 대구에서 XENIX 환경에서 4개의 접속노드를 갖추어 다중접속자를 지원하는 '달구벌'이 개설되고, 이듬해에는 '엠팔(EMPal) BBS'가 개설되는데, 이 두개의 BBS는 당시 한국데이터통신에서 제공한 전자사서함 'H-mail'의 사용자들을 주축으로 만들어졌다. 또 와일드캣과 8개의 전화 회선을 이용하여 운영하는 '네트워크 서울'도 있었다.
이렇게 출발한 사설 BBS들은 외국산 호스트 프로그램—주로 와일드캣—을 한글화 해서 사용했는데, 1990년 10월에 최초의 국산 호스트 프로그램인 '카페'가 조병철에 의해서 공개되었고, 이를 바탕으로 하성욱의 '곰주인', 김성철의 '밀키웨이'가 나왔고, 이와 별도로 1991년 최오길의 '호롱불'이 등장하여 전국적인 사설 BBS 네트워크가 구축되었다.
당시 유명 사설 BBS는 다음과 같다.
- 달구벌
- 엠팔(EMPal BBS)
- 메디네트
- 참세상
- 평화만들기
- 까치멀

### 공중정보서비스
한편, 흔히 01410으로 알려진 한국통신하이텔은 전화망을 활용한 부가통신 서비스의 일종이며, 처음에는 접속번호 157이 사용되었으며 나중에는 014XY 체계가 도입됨에 따라 01410을 접속번호로 하였다.
서비스 방식은 접속망 "하이텔"을 한국통신(현 KT)이 운영하면서 "인포샵"이라는 명칭으로 개별 정보제공업체(CP)이 정보서비스를 판매하는 형태이며 현재는 파우와우로 이름이 변경되어 있다. 이러한 형태는 프랑스의 미니텔 서비스를 모델로 한 것으로, 미니텔과 마찬가지로 문자 및 비디오텍스(VTX)가 지원되는 전용 단말기 하이텔 단말기를 도입하여 전화가입자들에게 무상임대하였다.
이 하이텔망은 인포샵 서비스 이외에도 다른 여러 PC통신 서비스의 접속 관문의 역할도 하였고, 아울러 전화접속 패킷망으로서 HiNET-P, HiNET-F 등의 네트워킹 서비스도 제공되었다. 나중에는 종량제 PPP 접속서비스도 제공된다.
서비스 명칭 "하이텔"이 PC통신 하이텔과 공유되어 있으나, 서로 구분되는 별도 서비스이다. 이 서비스 내에는 한국PC통신의 하이텔 이외에도 한국통신이 직접 운영하는 소규모 PC 통신으로 HiTEL-POP도 함께 존재했는데, 이것은 이후 미래텔로 이름이 바뀌었었다가 나중에 PC통신 하이텔로 흡수되었다.

### 014XY 접속번호
5자리로 구성된 014XY 전화번호는 전기통신번호 관리세칙에 의한 부가통신사업자 식별번호로서, 전화회선을 이용한 데이터 통신에 할당되는 전용 접속번호이다. 처음에는 PC통신용 접속 번호로 도입되었으나 나중에는 다이얼업 PPP 접속 번호로도 활용되었고, 음성통화에 비하여 40% 요금 할인 또는 정액요금제 등의 혜택이 있었다.
현재는 광대역망의 보급으로 모뎀 사용이 격감하여 대부분의 014XY 번호가 사용되지 않고 있다.공식 서비스는 2017년 8월 31 종료되었으며 다음해까지도 01410 파우와우 서비스는 낮은 접속 성공률로 매회 수분간 접속이 되었으나 더 이상 제공되는 컨텐츠와 서비스는 없었으며, 2018년 7월 경 일자불상에 모든 014xy 전화번호가 퍠쇄되었다. 따라서 2018년 7월 현재 이하 명기된 모든 일체의 서비스는 더 이상 접속이 불가능하다.아울러, 1544 국번으로 시작하던 관련 서비스는 현재 타 기업 등에서 사용하고 있다.
- 01410 - 한국통신의 패킷망 HiNET-P 접속번호. 한국통신 인포샵(현재 PowWow), PC통신 하이텔, 나우누리, 유니텔 등의 접속 경로로도 활용됨.
- 01411 - 01410의 33.6kbps 고속회선.
- 01412 - 천리안 접속번호
- 01413 - 한국통신 리빙넷(LIVINNET) 서비스
- 01414 - 한국통신 코넷(KORnet) PPP
- 01420 - 데이콤의 패킷망 DNS 접속번호. 천리안의 접속 경로로도 사용됨
- 01421 - 천리안 접속번호. 천리안 PPP.
- 01422 - 데이콤 프레임 릴레이(Frame Relay) 접속번호
- 01431 - 신비로 접속번호. 신비로 PPP.
- 01432 - 01410의 56.6kbps 고속회선
- 01433 - 유니텔 접속번호. 유니텔 PPP
- 01434 - 채널아이 접속번호. 채널아이 PPP
- 01436 - 한국무역협회 KOTIS 접속번호. KOTIS PPP
- 01438 - 아이네트 PPP
- 01441 - 하나로통신 하나넷 PPP
- 01442 - 넷츠고 접속번호. 넷츠고 PPP
- 01443 - 나우누리의 전용 접속번호. 나우누리 PPP
- 01444 - 에듀넷 접속번호. 에듀넷 PPP
- 01445 - 두루넷 PPP
- 01446 - 경기도청 경기넷 접속. 경기넷 PPP

2007년 1월 기준으로 부여되어 있는 식별번호는 다음과 같다.
| 사업자         | 식별번호 | 명칭             |
| -------------- | -------- | ---------------- |
| KT             | 01410    | 파우와우(Powwow) |
| KT             | 01411    | 파우와우(Powwow) |
| KT             | 01412    | 파우와우(Powwow) |
| KT             | 01413    | 리빙넷           |
| KT             | 01414    | 코넷             |
| LGU+           | 01421    | 천리안넷         |
| LGU+           | 01422    |                  |
| SK브로드밴드   | 01441    | 하나넷           |
| 온세텔레콤     | ＊01431  | 신비로           |
| 유니텔네트웍스 | ＊01433  | 유니텔           |
| SK텔레콤       | ＊01442  | 넷츠고           |
| 경기도         | ＊01446  | 경기넷           |

별 표시(*)는 2007년 12월 기준으로 접속 불능

## ASCII 아트 및 ANSI 아트
ASCII 아트는 문자를 조합하여 한 화면상에 그림을 표시하는 것으로 그 기원은 문자 기반 표시장치만 존재했던 초창기 컴퓨터 역사로 거슬러 올라간다.
한편, ANSI 아트는 터미날의 제어코드(ESC 이스케이프)를 활용하여, 색상 표시, 화면 갱신들을 이용해 동적인 화면을 구현하는 것을 지칭한다.

## 외국의 PC통신
- 미국
  - 컴퓨서브(CompuServe, 후에 AOL에 인수)
  - 프로디지(Prodigy)
  - 델파이(Delphi)
  - AOL (America Online)

- 일본
  - 니프티서브(NIFTY-Serve)
  - PC-VAN
  - ASCIInet

- 프랑스
  - 미니텔(Minitel)

## 참고 문헌
- 〈인터넷과 지역정보시스템: Free-Net과 CAP 사례를 중심으로〉,《정보화 동향 (1996. 12. 30.)》. 김형민. 한국전산원, 1996.
- 〈통신시장 환경변화에 따른 번호관리세칙 개정 연구〉. 김창완, 김봉식. 정보통신정책연구원, 2006.
- 〈통신망 식별번호 현황 (2007. 1. 5.)〉. 정보통신부 통신위원회. 2007.
- 〈지역정보화〉,《데이터베이스백서 1998》. (재)한국데이터베이스진흥센터, 1998.
- 《한국정보통신20세기사》. 정보통신부, 2001.
- 《내 삶 나의 컴퓨터》. 박순백. 영진출판사. 1991.

1. ↑  <북한서 '대외돈자리', '정보인간' 무슨 뜻?>

## 같이 보기
- 텔넷
- 이야기 (소프트웨어)
- 콤텍시스템